# The War of the Worlds (1953)
The War of the Worlds (ook wel bekend als H.G. Wells' The War of the Worlds) is een Amerikaanse sciencefictionfilm uit 1953 geproduceerd door George Pal en geregisseerd door Byron Haskin. De film is gebaseerd op de gelijknamige roman van H.G. Wells. Hoofdrollen waren er voor Gene Barry, Ann Robinson en Less Tremayne.
De film speelt zich in tegenstelling tot het boek niet af in het Engeland van begin 20e eeuw, maar in de Verenigde Staten gedurende de jaren 50 van de 20e eeuw. De film was de eerste van de tot nu toe vier verfilmingen van Wells’ boek, en wordt gezien als een van de beste sciencefiction films van de jaren 50.

## Synopsis
Het verhaal speelt zich af in Zuid-Californië. Dr. Clayton Forrester, een beroemde natuurkundige, is op visvakantie in het plaatsje Pine Summit. Tijdens zijn verblijf daar stort een meteoor neer in de heuvels nabij de stad. Hij gaat met wat inwoners een kijkje nemen, maar de meteoor is te heet om dichtbij te komen voor direct onderzoek. Bij de krater ontmoet hij wel Sylvia van Buren en haar oom, Pastoor Matthew Collins. Ze besluiten te wachten tot de meteoor is afgekoeld.
Later die avond blijkt er meer met de meteoor aan de hand te zijn. Het is een cilinder die van binnenuit wordt opengedraaid. In de cilinder blijken buitenaardse wezens van de planeet Mars te zitten. De wezens zijn allesbehalve vredelievend en doden met hun hittestraal een aantal nieuwsgierige dorpelingen. Ook pastoor Matthew moet eraan geloven wanneer hij probeert met de Martianen te praten.
Het nieuws over de Martianen verspreidt zich snel en het Amerikaanse leger wordt ingezet. Helaas blijken zij niet bestand tegen de machines van de Martianen daar deze beschermd worden door een krachtveld. Bovendien landen overal ter wereld soortgelijke cilinders. Later in de film wordt zelfs een atoombom ingezet, maar ook die heeft geen effect.
Ondertussen vluchten ook Forrester en Sylvia weg voor de Martianen. Hun vliegtuig stort echter neer en het duo verschuilt zich in een verlaten landhuis. Daar ontmoeten ze in de kelder een van de Martianen. Het duo kan ontsnappen en komt uiteindelijk een groep van Forresters collega’s tegen, die proberen een andere oplossing te vinden voor het Martianenprobleem. Ze ontdekken dat hoewel de Martianen technologisch zeer geavanceerd zijn, ze lichamelijk vrijwel niets voorstellen. Hun onderzoek wordt echter verstoord door een groep vluchtelingen.
In de climax raakt Forrester Sylvia kwijt en zoekt haar tussen de ruïnes van Los Angeles. Hij vindt haar uiteindelijk samen met vele andere vluchtelingen in een kerk. Wanneer de Machines van de Martianen de kerk bereiken, vallen ze plotseling stil. Forrester onderzoekt een van de machines en ontdekt dat de Martianen dood zijn. Ze zijn gestorven aan een simpele bacteriële infectie.

## Rolverdeling
| Acteur                | Personage               | Opmerkingen                 |
| --------------------- | ----------------------- | --------------------------- |
| Gene Barry            | Dr. Clayton Forrester   |                             |
| Ann Robinson          | Sylvia van Buren        |                             |
| Les Tremayne          | Generaal Mann           |                             |
| Bob Cornthwaite       | Dr. Pryor               |                             |
| Sandro Giglio         | Dr. Bilderbeck          |                             |
| Lewis Martin          | Pastoor Matthew Collins |                             |
| Housely Stevenson Jr. | Generaal Manns’ helper  |                             |
| Paul Frees            | Radio omroeper          |                             |
| Bill Phipps           | Wash Perry              |                             |
| Vernon Rich           | Kolonel Ralph Heffner   |                             |
| Henry Brandon         | Agent                   |                             |
| Jack Kruschen         | Salvatore               |                             |
| Vittorio Cramer       | Verteller               | Niet in aftiteling vermeld. |

## Achtergrond
De film wordt gezien als een van de meer literaire sciencefictionfilms, aangezien er in de film veel wetenschappelijk debat plaatsvindt tussen de mensen terwijl de Martianen bezig zijn met hun verwoestingen. Het is ook een van de weinige sciencefictionfilms die een wereldwijde invasie van het buitenaardse leger laat zien. Beeldmateriaal uit de Tweede Wereldoorlog werd gebruikt om de verwoestingen aangericht door de Martianen te tonen, en voor beelden van legers uit alle landen ter wereld.
Wells gebruikte in zijn roman de tweede helft van het verhaal om een satirische blik te werpen op de beschaving in de klassenverschillen. Lyndon, die het script voor de film schreef, deed dit niet. Hij voegde echter een meer religieus thema toe, waarin de Martianen beginnen te sterven zodra ze een kerk aanvallen.

### Speciale effecten
De speciale effecten van de film waren destijds goed genoeg voor een Oscar. Hoewel modern publiek de kleurrijke effecten nog wel kan waarderen, schrikken mensen er toch minder van dan toen de film net uit kwam.
De filmmakers gebruikten in plaats van de driepoten vliegende machines voor de Martianen. Ze probeerden echter de traditionele “vliegende schotels” te vermijden en in plaats daarvan meer slankere en sinister ogende machines te gebruiken. Deze machines waren gewapend met rode hittestralen en een wapen dat snel groene projectielen afschoot. Er is wel geprobeerd om de driepoten uit de roman na te maken, maar dit bleek te omslachtig. De machines van de Martianen steunen op drie onzichtbare elektronische benen.
De Martianen in de film lijken niet op kwallen of inktvissen zoals in Wells’ roman, maar op bruine tweebenige wezens met twee handen met elk drie vingers. Ze hebben geen hoofd op hun schouders, maar enkel een groot oog dat bestaat uit drie lenzen (blauw, rood en groen).

## Prijzen en nominaties
De film won in 1953 een Oscar voor beste speciale effecten.

## Trivia
- Jarenlang was het geluid dat in de film werd gebruikt voor de hittestralen het standaard geluid voor laserwapens in kinderseries.
- Het geluid van het tweede wapen van de Martianen (de groene projectielen) werd hergebruikt in de originele Star Trek serie bij het lanceren van de foton torpedo’s.
- Drie Martiaanse machines werden gemaakt voor de film. Een ervan werd later aangepast voor de film Robinson Crusoe on Mars.
- In 1988 kreeg de film een sequel in de vorm van de War of the Worlds televisieserie. Deze serie gebruikte enkele elementen uit de film. Ook deed Ann Robinson weer mee in deze serie als Sylvia van Buren.